# Alpendurada e Matos
Alpendurada e Matos foi uma freguesia portuguesa do Município de Marco de Canaveses, com 10,54 km² de área e 5 580 habitantes. A sua densidade populacional era, por isso, de 529,4 hab/km². 
A sua principal povoação, Alpendurada e Matos, foi elevada a vila em 16 de Agosto de 1991, passando a ser designada por Vila de Alpendorada.
Até à revolução liberal fez parte do couto de Alpendorada, sendo então integrada no entretanto extinto concelho de Benviver.
A freguesia foi extinta pela reorganização administrativa de 2013, sendo o seu território integrado na freguesia de Alpendorada, Várzea e Torrão.

## População
| População da freguesia de Alpendurada e Matos | População da freguesia de Alpendurada e Matos | População da freguesia de Alpendurada e Matos | População da freguesia de Alpendurada e Matos | População da freguesia de Alpendurada e Matos | População da freguesia de Alpendurada e Matos | População da freguesia de Alpendurada e Matos | População da freguesia de Alpendurada e Matos | População da freguesia de Alpendurada e Matos | População da freguesia de Alpendurada e Matos | População da freguesia de Alpendurada e Matos | População da freguesia de Alpendurada e Matos | População da freguesia de Alpendurada e Matos | População da freguesia de Alpendurada e Matos | População da freguesia de Alpendurada e Matos |
| --------------------------------------------- | --------------------------------------------- | --------------------------------------------- | --------------------------------------------- | --------------------------------------------- | --------------------------------------------- | --------------------------------------------- | --------------------------------------------- | --------------------------------------------- | --------------------------------------------- | --------------------------------------------- | --------------------------------------------- | --------------------------------------------- | --------------------------------------------- | --------------------------------------------- |
| 1864                                          | 1878                                          | 1890                                          | 1900                                          | 1911                                          | 1920                                          | 1930                                          | 1940                                          | 1950                                          | 1960                                          | 1970                                          | 1981                                          | 1991                                          | 2001                                          | 2011                                          |
| 1 148                                         | 1 329                                         | 1 355                                         | 1 326                                         | 1 473                                         | 1 453                                         | 1 596                                         | 2 028                                         | 2 101                                         | 2 497                                         | 3 072                                         | 3 937                                         | 4 234                                         | 4 883                                         | 5 580                                         |

| Distribuição da População por Grupos Etários | Distribuição da População por Grupos Etários | Distribuição da População por Grupos Etários | Distribuição da População por Grupos Etários | Distribuição da População por Grupos Etários | Distribuição da População por Grupos Etários | Distribuição da População por Grupos Etários | Distribuição da População por Grupos Etários | Distribuição da População por Grupos Etários | Distribuição da População por Grupos Etários |
| -------------------------------------------- | -------------------------------------------- | -------------------------------------------- | -------------------------------------------- | -------------------------------------------- | -------------------------------------------- | -------------------------------------------- | -------------------------------------------- | -------------------------------------------- | -------------------------------------------- |
| Ano                                          | 0-14 Anos                                    | 15-24 Anos                                   | 25-64 Anos                                   | > 65 Anos                                    |                                              | 0-14 Anos                                    | 15-24 Anos                                   | 25-64 Anos                                   | > 65 Anos                                    |
| 2001                                         | 1 145                                        | 837                                          | 2 530                                        | 371                                          |                                              | 23,4%                                        | 17,1%                                        | 51,8%                                        | 7,6%                                         |
| 2011                                         | 1 126                                        | 782                                          | 3 142                                        | 530                                          |                                              | 20,2%                                        | 14,0%                                        | 56,3%                                        | 9,5%                                         |

## História
- Há notícia de Alpendorada referindo o ano do Senhor 870, século IX, conforme cópia na contracapa do que será o documento Latino-Português mais antigo até hoje decifrado, que está escrito em pergaminho e arquivado na Torre do Tombo, em Lisboa.

A Enciclopédia Beneditina Lusitana (Tomo II), dedica a Alpendorada trinta e cinco páginas e aponta a fundação do Mosteiro de S. João Baptista de Pendorada para 1024.
O Dicionário Corográfico Américo Costa dedica a Alpendorada quase seis páginas e confirma a fundação em 1024.
O Padre Manuel Vieira de Magalhães, o elucidário de Santa Rosa do Viterbo, Pinheiro Leal em “Portugal Antigo e Moderno“, José Matoso, etc., apontaram 1054, 1059, 1062 e 1064 como datas da fundação, mas todos confirmam a sua existência em 1834.
Falam de Alpendorada Alberto Pimentel, século XIX, em corografia da Terra Portuguesa e Testamento de Sangue, Camilo Castelo Branco, século XIX, em “A Bruxa do Monte Córdoba”, Raul Rego, “Jornal de Notícias”, século XX, o Padre David Teixeira, “O Marcoense” de 1943, D. Rafael Abade de Singeverga, reitor do Instituto Pio XII em 1992, entre outros.

## Turismo
- Museu da Pedra (O primeiro núcleo do Museu da Pedra do Marco de Canaveses foi hoje inaugurado e pretende "reunir os testemunhos da importância do granito para o concelho e para a região".

Este primeiro núcleo "corresponde à primeira fase de um projeto que visa estender o museu para muitos lugares". Este museu [o único no país ligado ao granito] é diferente, pela sua conceção, pelo que está ligado à ancestralidade humana e que desce progressivamente até à atualidade", referiu.
"O museu está pensado para se espalhar por vários espaços que marcam a relação do homem com a pedra, a pedra com a arte, com o património e com a sua história".)
- Hotelaria Hotel Convento Alpendorada e Casa de Gondomil

## Economia
- Atividades económicas: extração e preparação de granito, construção civil, indústria têxtil e agricultura.
- Artesanato: peças decorativas em granito e tecelagem.
- Feiras: todos os Sábados.

## Festas e romarias
- São João Baptista (Junho)
- Marchas de São João (Junho)
- São Miguel de Matos(Maio)
- Senhora da Silva (Agosto)
- São Sebastião  (Janeiro)
- Bienal da pedra (Outubro)

## Coletividades
- Futebol Clube de Alpendorada
- Associação Recreativa Cultural de Alpendorada
- Rancho Folclórico S. João Baptista de Alpendorada
- Clube de Caça
- Clube de Pesca e Desportos Náuticos
- Clube de Atletismo CIAA
- Fanfarra Juvenil de Alpendorada
- Ginásio Clube de Alpendorada
- Ass. Amadores de Pesca de Alpendorada
- Grupo de Jovens - Pronúncia Jovem

Piscinas Municipais de Alpendorada
- Academia de música (ARADUM) - inclui canto, dança, teatro, flauta transversal, piano, guitarra, formação musical, acordeão, etc..

## Património
- Memorial de Alpendorada ou Memorial de D. Sousinho Álvares
- Penedo do Açougue - um grande penedo utilizado pelos Mouros para desfazer animais que caçavam ou criavam. Mais tarde, já no século XX esse mesmo penedo foi desfeito para a criação de postes em granito que seriam utilizados para sustentar vides.
- Castro dos Arados ou Alto de Santiago
- Campa medieval de granito
- Igreja do Mosteiro de Alpendurada (São João Baptista)
- Casa de Vilacetinho
- Convento de São João de Alpendurada
- Igreja de São Miguel de Matos
- Capela de São Sebastião
- Capela de Nossa Senhora da Silva